# مونا ليزا (فلم)
مونا ليزا (بالإنجليزية: Mona Lisa) فيلم جريمة نوار-جديد بريطاني صدر عام 1986، من إخراج نيل جوردن وتأليف ديفيد ليلاند وبطولة: بوب هوسكينز، كاثي تايسون، و مايكل كين. رُشح بوب هوسكينز لعدة جوائز لأداه في الفيلم من ضمنها جائزة الأوسكار لأفضل ممثل وفاز بجائزة غولدن غلوب لأفضل ممثل وجائزة البافتا لأفضل ممثل في دور رئيسي.

## طاقم التمثيل
- بوب هوسكينز بدور جورج
- كاثي تايسون بدور سيمون
- مايكل كين بدور ديني مورتويل
- روبي كولترين بدور توماس
- كلارك بيترز بدور أندرسون
- كيت هاردي بدور كاثي
- زوي ناثنسون[الإنجليزية] بدور جيني
- سامي ديفيس بدور ماي
- رود بيدال بدور تيري
- جو براون بدور دادلي
- بولين ملفيل بدور زوجة جورج
- حسين كرمبيك بدور رشيد

## روابط خارجية
- مقالات تستعمل روابط فنية بلا صلة مع ويكي بيانات
- مونا ليزا على موقع أول موفي.